# Torunsolaklı
Torunsolaklı ist ein Dorf (Köy) im Landkreis Karaisalı der türkischen Provinz Adana mit 743 Einwohnern (Stand: Ende 2024). Im Jahr 2011 hatte der Ort 783 Einwohner.